# Nazim Husejnov
Nazim Husejnov (Gusejnov) (* 2. srpna 1969 Baku, Sovětský svaz) je bývalý sovětský a ázerbájdžánský zápasník–judista , olympijský vítěz v judu z roku 1992.

## Sportovní kariéra
Zápasit v judu začal v 10 letech v tělocvičně v Baku vedené Tarlanem Hasanov. Hasanov ho jako talentovaného sportovce doporučil ke studiu na sportovní internátní školu, kde potkal svého osobního trenéra Agajara Achundzadeho. V sovětské seniorské judistické reprezentaci vedené Vladimirem Kaplinem se prosadil jako první ázerbájdžánský judista na počátku devadesátých let dvacátého století. V nominaci na olympijské hry v Barceloně v roce 1992 porazil Gruzínce Giorgi Vazagašviliho a startoval na olympijských hrách oficiálně pod hlavičkou Společenství nezávislých států. V semifinále vybodoval na wazari zvedačkou sukui-nage úřadujícího mistra světa Japonce Tadanori Košina a ve finále zvítězil minimálním rozdílem na koku nad Jihokorejcem Jun Hjonem a získal pro Ázerbájdžán první zlatou olympijskou medaili.
V roce 1995 si pátým místem na mistrovství světa v Čibě zajistil účast na olympijských hrách v Atlantě v roce 1996, ale kvůli vleklým zraněním nepřijel na olympijské hry v optimální formě a vypadl ve druhém kole s Mexičanem Ricardem Acuñou. Důvod jeho neúspěchu však spočíval v jeho psychice. Z jeho výpovědí v dokumentu İlk qızıl je zřejmé, že jeho problémy (dušnost, srdeční arytmie, závratě) byly psychosomatického rázu a souvisely se syndromem vyhoření. Na mezinárodním tatami vydržel do roku 2000 bez výraznějšího úspěchu. Při olympijské nominaci na olympijské hry v Sydney dostal přednost mladý Elčin Ismajilov.
Nazim Husejnov byl pravoruký judista, který bojoval o úchop z opačného levého gardu. Jeho divácky atraktivní styl boje plný osobitých hodů mu vynesl značnou popularitu, každopádně jeho judistická technika byla plná nedostatků. Do chvatů nastupoval bez pořádného úchopu explozivní silou, jakmile se dostal blíže k soupeři. Techniky nedotahoval což byla a je problém většiny judistů bez kvalitního senseie. Své značné technické nedostatky doháněl zodpovědnou fyzickou přípravou a vůli vítězit. Využíval své mrštnosti a ohebnosti, v době své největší slávy bylo praktické nemožné ho hodit na lopatky. K provedení chvatu potřeboval minimální prostor. Nejčastěji nastupoval do techniky harai-goši, kterou dotahoval strhem makikomi. Soupeře často zvedal a házel technikami sukui-nage. Boji na zemi se úspěšně vyhýbal.

## Výsledky
| Olympijské hry     |    | 1. |    |    |    | úč. |     |   |     | —   |
| Mistrovství světa  | 3. |    | 2. |    | 5. |     | —   |   | —   |     |
| Mistrovství Evropy | —  | 1. | 1. | 2. | —  | —   | úč. | — | úč. | úč. |